# 徳重浩介
徳重 浩介（とくしげ こうすけ、1982年 - ）は、日本の実業家、株式会社BuySell Technologies代表取締役社長・CEO。　鹿児島県出身、立教大学卒業。趣味は料理。

## 人物・経歴
1982年生まれ。鹿児島県出身。
2006年3月、立教大学社会学部現代文化学科卒業。同年4月、株式会社リクルート（現・リクルートホールディングス）に入社し、飲食情報領域の営業に従事。
その後、株式会社リクルートマーケティングパートナーズでマーケティング支援事業・教育支援事業の責任者として従事し、2015年に同社執行役員に就任。
2019年、株式会社リクルートライフスタイル執行役員に就任。
2020年4月、株式会社リクルート飲食Divisionディビジョン長に就任。
2024年4月、株式会社BuySell Technologies代表取締役社長兼CEOに就任。